# Opel Agila
El Opel Agila es un monovolumen del segmento A producido por el fabricante alemán Opel desde el año 2000 hasta el 2014. Es un cuatro plazas con tracción delantera y motor delantero transversal. El modelo ha tenido 2 generaciones y fue compartido con los modelos de Suzuki en la primera generación con los Suzuki Wagon R+ de segunda generación y demás derivados Suzuki, mientras que la segunda generación del Opel Agila se compartió con el modelo denominado Suzuki Splash, su carrocería de cinco puertas es muy alta, de la misma manera que sus competidores surcoreanos Kia Picanto, Hyundai Atos y Chevrolet/Daewoo Matiz/Spark. En 2014 se deja de fabricar el Opel Agila su sucesor llegara en 2015 y será un desarrollo exclusivo de Opel que ya no compartirá con Suzuki. El nuevo Opel se de denominara como Opel Karl.

## Primera generación (2000-2007)
El Agila I es prácticamente idéntico al Suzuki Wagon R+. El Wagon R+ para el mercado europeo se fabricó en Hungría hasta 2007, cuando la producción se mudó a Polonia, donde se ensamblaba el Agila. Los motores del Agila son de origen Opel y de cuatro válvulas por cilindro: un gasolina 1.0 litros de tres cilindros en línea, 12 válvulas y 58 CV de potencia máxima, un 1.2 litros de cuatro cilindros en línea, 16 válvulas y 75 CV, y un Diésel 1.3 litros de cuatro cilindros en línea y 70 CV con turbocompresor e inyección directa common-rail de origen Fiat.

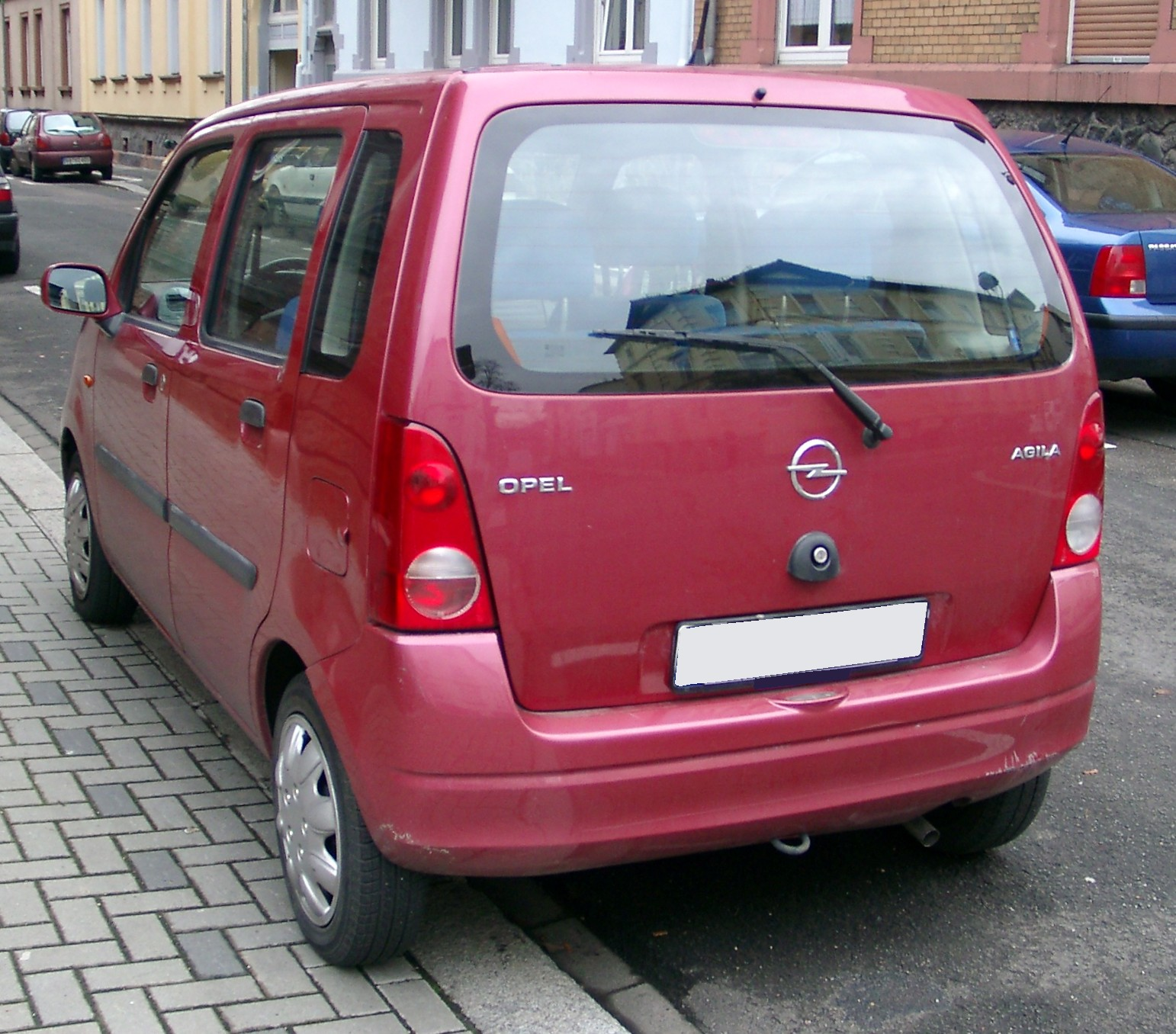
Opel Agila primera generación vista trasera
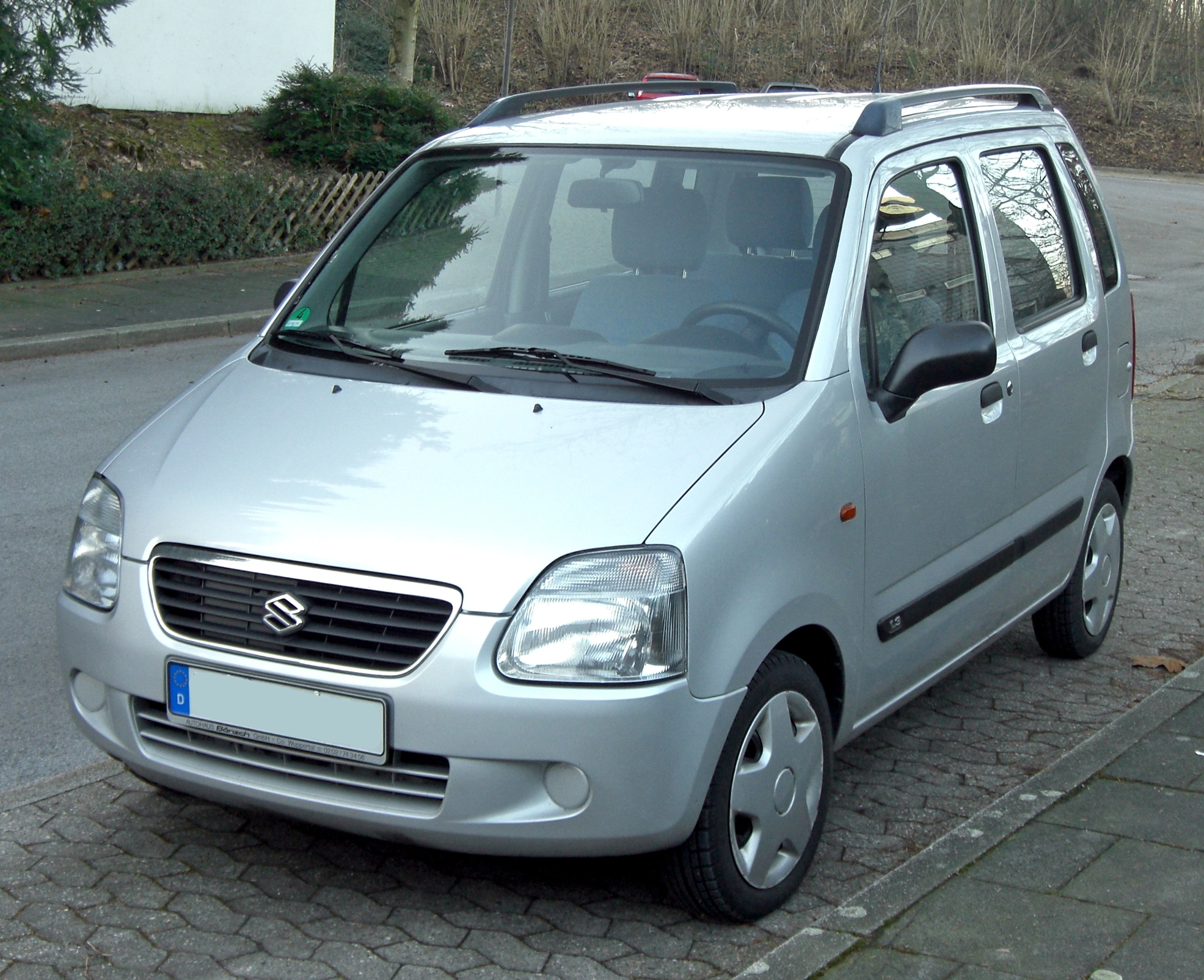
Suzuki Wagon R+, de segunda generación.

## Segunda generación (2007-2014)
El Agila II fue presentado oficialmente en el Salón del Automóvil de Frankfurt de 2007 en paralelo con el Suzuki Splash, que se diferencian por su aspecto exterior. La carrocería del Agila II es mucho más larga que la del Agila I, que ahora es más cercana en proporciones a la de los Peugeot 1007, Renault Modus y Nissan Micra.
Sus motores eran un gasolina 1.0 litros de tres cilindros en línea y 65 CV, un gasolina 1.2 litros de cuatro cilindros en línea y 86 CV, y un Diésel 1.3 litros de cuatro cilindros en línea y 75 CV con turbocompresor e inyección directa common-rail de origen Fiat.
La Segunda Generación había ganado mucho respecto de la primera, sin duda, deja de lado el diseño en manos de Suzuki (muy marcado en la primera generación) para acercarse más a la genética del fabricante alemán, se trabajó mucho más el apartado de diseño y calidad, hizo un producto mucho más atractivo y juvenil a pesar del poco éxito que tuvo en Europa.

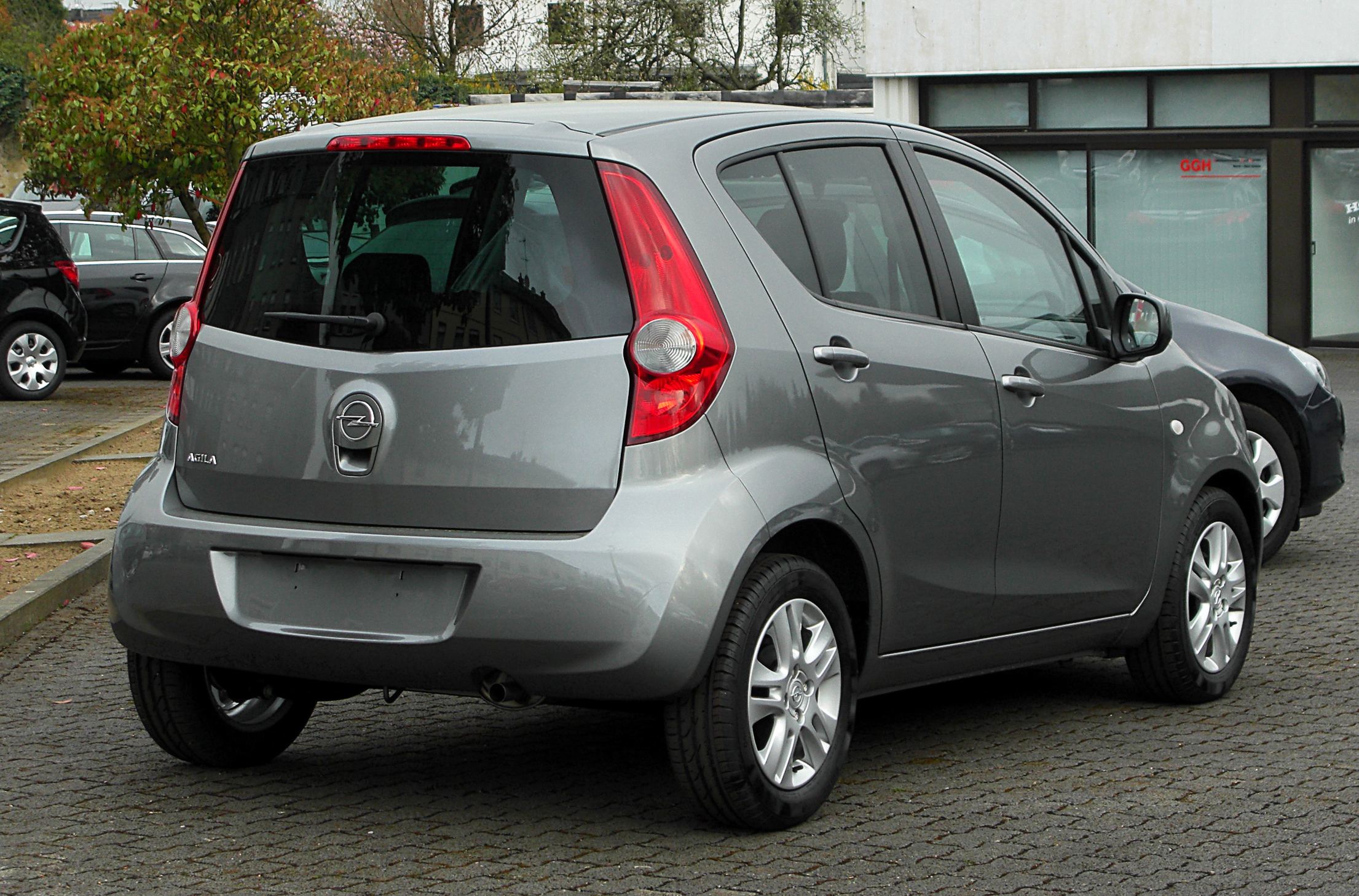
Opel Agila segunda generación vista trasera
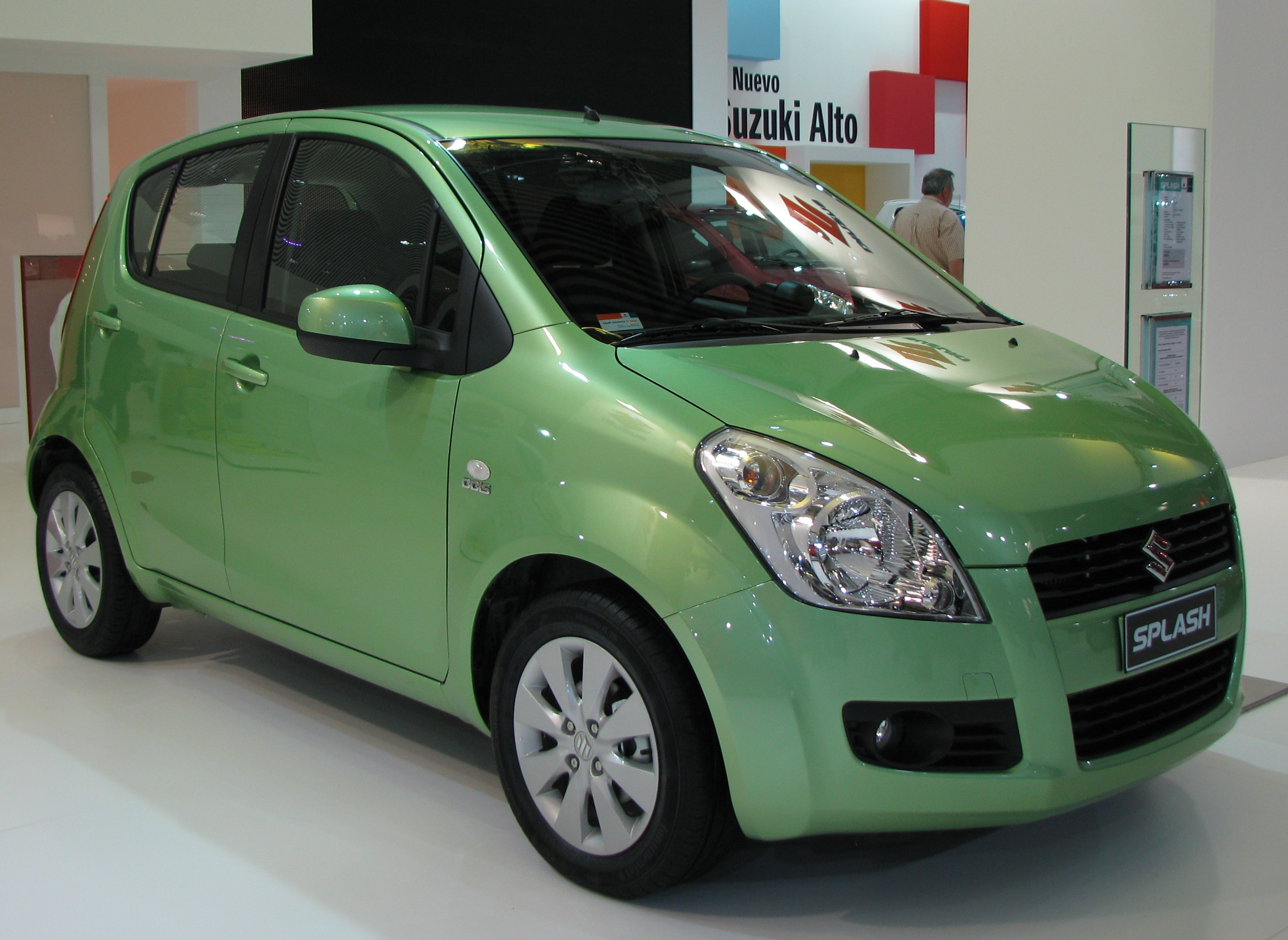
Suzuki Splash en el Salón del Automóvil de Barcelona 2009